# Беси (Оклахома)
Беси (енгл. Bessie) град је у америчкој савезној држави Оклахома.

## Демографија
По попису из 2010. године број становника је 181, што је 9 (-4,7%) становника мање него 2000. године.
| Група             | 2000.       | 2010.       |
| Белци             | 181 (95,3%) | 168 (92,8%) |
| Афроамериканци    | 0 (0,0%)    | 0 (0,0%)    |
| Азијати           | 1 (0,5%)    | 0 (0,0%)    |
| Хиспаноамериканци | 3 (1,6%)    | 2 (1,1%)    |
| Укупно            | 190         | 181         |